# Malaltia per dipòsit de cristalls de pirofosfat de calci dihidrat
La malaltia per dipòsit de cristalls de pirofosfat de calci dihidrat, també coneguda com pseudogota i artropatia per pirofosfat, és una malaltia reumatològica que es creu que és secundària a l'acumulació anormal de cristalls de pirofosfat de calci dihidrat dins dels teixits tous articulars. L'articulació del genoll és la més afectada.

## Signes i símptomes
Quan és simptomàtica, la malaltia comença clàssicament amb símptomes semblants a un atac de gota (per tant, el sobrenom de "pseudogota"). Així inclou dolor intens i calor en una articulació (una artritis), podent afectar una o més articulacions.
Els símptomes i signes poden ser monoarticulars (que afecten una sola articulació) o poliarticulars (que afecten diverses articulacions). Solen durar dies o setmanes i sovint es repeteixen. Tot i que qualsevol articulació es pot veure afectada, els genolls, els canells i els malucs són els més freqüents.
La radiografia, la TC o altres imatges solen mostrar una acumulació de calci dins del cartílag articular, coneguda com a condrocalcinosi. També hi pot haver troballes d'artrosi. El recompte de glòbuls blancs sovint augmenta.